# Rebelle (jeu vidéo)
Pour les articles homonymes, voir Rebelle.
Rebelle (Brave) est un jeu vidéo d'action-aventure développé par Behaviour Interactive et édité par Disney Interactive Studios, sorti en 2012 sur Windows, Mac, Wii, PlayStation 3, Xbox 360 et Nintendo DS.
Il est basé sur le long métrage d'animation Rebelle de Pixar Animation Studios.

## Accueil
- Jeuxvideo.com : 13/20 (PS3/X360/PC)[1] - 12/20 (Wii)[2] - 13/20 (DS)[3]